# 企業
| 民間企業 | 個人企業         | 個人商店・一部の農家・タレント・フリーアナウンサーなど | 個人商店・一部の農家・タレント・フリーアナウンサーなど |
| 民間企業 | 法人企業         | 会社企業                                               | 株式会社                                               |
| 民間企業 | 法人企業         | 会社企業                                               | 合名会社                                               |
| 民間企業 | 法人企業         | 会社企業                                               | 合資会社                                               |
| 民間企業 | 法人企業         | 会社企業                                               | 合同会社                                               |
| 民間企業 | 法人企業         | 組合企業                                               | 農業協同組合・生活協同組合など                         |
| 民間企業 | 法人企業         | その他の法人                                           | 医療法人・学校法人・宗教法人・社会福祉法人など         |
| 公企業   | 国有企業         | 国有企業                                               | かつての国有林野など                                   |
| 公企業   | 地方公営企業     | 地方公営企業                                           | 市営バス・水道など                                     |
| 公企業   | 独立行政法人など | 独立行政法人など                                       | 特殊法人など                                           |

企業（きぎょう、英: business）とは、営利を目的として一定の計画に従って経済活動を行う経済主体（経済単位）である。社会的企業を区別するために営利企業とも言う。家計、政府と並ぶ経済主体の一つ。国（中央政府）や地方公共団体が保有する企業を公企業（こうきぎょう）、そうでない企業を民間企業（みんかんきぎょう）または一般企業（いっぱんきぎょう）という。通常は企業といえば民間企業を指す。
日常用語としての「企業」は多くの場合、会社と同義だが、個人商店も企業に含まれるので、企業のほうが広い概念である。
営利企業においては主力事業を安定して継続させることが最重要視され、したがって方法の再現性と持続性が重視され、行ったことについての説明責任も強く問われる傾向にある。
広義の企業は、営利目的に限らず、一定の計画に従い継続的意図を持って経済活動を行う独立の経済主体（経済単位）を指す。
2016年（平成28年）時点、日本の企業数は約385万社で、法人は約187万社、個人経営は197万社である。99.7%は中小企業で、労働者の3分の2は中小企業に勤めている。また100年以上続いている企業は約2万6000社ある。

## 民間企業と公企業
- 民間企業 - 営利追求を目的とし民間が出資・経営する企業。
- 公企業 - 国（中央政府）や地方公共団体が出資・経営する企業。（公務）
  - 公有企業 - 国や地方公共団体が出資する企業。（狭義には、地方公有企業のみを指す。）
    - 国有企業 - 国が出資する企業。
    - 地方公有企業 - 地方公共団体が出資する企業。

  - 公営企業[注 1] - 国や地方公共団体が経営する企業（狭義には、地方公営企業のみを指す。）
    - 国営企業 - 国が経営する企業。
    - 地方公営企業[注 2] - 地方公共団体が経営する企業。

## 企業の分類
| 企業と会社の位置づけ | 企業と会社の位置づけ | 企業と会社の位置づけ   | 企業と会社の位置づけ   |
| -------------------- | -------------------- | ---------------------- | ---------------------- |
| 企業                 | 公企業               | 公企業                 | 公企業                 |
| 企業                 | 公私混合企業         |                        |                        |
| 企業                 | 民間企業             | 個人企業               | 個人企業               |
| 企業                 | 民間企業             | 集団企業（狭義の企業） | 営利企業（狭義の会社） |
| 企業                 | 民間企業             | 集団企業（狭義の企業） | 非営利企業             |

企業を、誰が出資しているかという観点でみると、公企業（第一セクター）、民間企業（私企業、第二セクター）、そして公私混合企業（第三セクターの一種）の三つに分けることができる。
公企業は公の存在であり、国や地方公共団体によって所有され、支配され、経営される。国の例としては国有林野事業、地方公共団体の例としては、市営バス、市営地下鉄などがある。
公私混合企業は、国や地方公共団体と共に民間の資本も同時に投入されている企業である。
昔、三公社と言われた三つの公企業、日本国有鉄道、日本電信電話公社、日本専売公社ではそれぞれ民営化が進められた。
日本電信電話公社は日本電信電話株式会社（NTT）に、日本専売公社は日本たばこ産業株式会社（JT）となり、それぞれ上場して民間の資本を受け入れているが、依然として国（財務大臣）も株式を保有しているので公私混合企業である。
日本国有鉄道はJRグループに分割民営化され、東日本旅客鉄道（JR東日本）、西日本旅客鉄道（JR西日本）、東海旅客鉄道（JR東海）では国の持ち株がすべて放出され、完全民営化されたので私企業、その他のJRグループ企業は依然として国が100％出資しているので公企業である。
民間企業は個人企業と集団企業に分類できる。
個人企業は文字通り1人で出資、経営する企業。
集団企業は複数の出資者が存在する企業である。これは狭義の企業となる。
集団企業は営利企業と非営利企業に分類できる。
非営利企業は、生活協同組合や一部の生命保険会社が採用する相互会社など、出資者とその企業が生み出す製品、サービスの利用者が一致している企業である。
営利企業、これが狭義の会社となる。

## 企業形態
企業の組織形態としては、次のようなものがある。
- 法人格を有しない個人、組織
  - 個人企業
  - 組合
  - パートナーシップ
  - 官庁企業（行政企業、官業、現業）
  - その他（匿名組合、有限責任事業組合、投資事業有限責任組合など。）
- 法人格を有する組織
  - 株式会社（コーポレーションやPLCなど。特殊会社も含む。）
  - 合名会社
  - 合資会社
  - 合同会社
  - LLC
  - LLP
  - 協同組合（農業協同組合、漁業協同組合、生活協同組合、森林組合など。）
  - 公共企業体（公社）
    - 独立行政法人､特殊法人､公団、公庫、事業団、営団、金庫など。
    - 公施設法人

  - その他の法人（相互会社、特定目的会社、投資法人など。）

## 企業の規模
- 大企業
- 準大手企業
- 中堅企業
- 中小企業
- 零細企業
- 個人企業